# Konrad Buchwald
Konrad Buchwald (* 16. Februar 1914 in Jena; † 9. März 2003 in Flensburg) war ein deutscher Botaniker, Naturschützer und Landschaftsplaner.

## Leben und Wirken
Der Sohn des Pädagogen und Germanisten Reinhard Buchwald und Elisabeth Buchwald, geborene Leo, besuchte die Volksschule, die „deutsche“ Oberschule in Jena und die Odenwaldschule in Oberhambach. 1932 legte er das Abitur ab. Konrad Buchwald war in seiner Jugend Mitglied der „Deutschen Freischar“ und der „Schwarzen Front“ Otto Strassers.
Von 1932 bis 1937 studierte er an der Universität Heidelberg Biologie, Botanik, Geografie, Geologie, Mineralogie, Chemie und Physik. Sein Mitstudent Heinz Ellenberg machte ihn mit der Arbeitsstelle für Vegetationskartierung der Provinz Hannover bekannt. Von 1934 an arbeitete er dort mit und erlernte vor allem die Methoden der Bodenkunde und der Pflanzensoziologie. 1938 begann er mit einer Dissertation mit dem Titel „Die nordwestdeutsche Heiden. Ihre Erforschungsgeschichte, Pflanzengesellschaften und deren Lebensbedingungen“, und beendete sie 1940. Betreut wurde die Arbeit von W. Penzer in Heidelberg und Reinhold Tüxen in Hannover. Aufgrund der Einberufung zum Wehrdienst musste Buchwald die Arbeit an seiner Dissertation im September und Oktober 1938 und im August 1939 unterbrechen.
Am 28. Mai 1937 beantragte Buchwald die Aufnahme in die NSDAP und wurde rückwirkend zum 1. Mai desselben Jahres aufgenommen (Mitgliedsnummer 4.585.646).
1939 war er weiterhin für die Zentralstelle für Vegetationskunde des Reiches unter Reinhold Tüxen tätig. Buchwald sollte im August 1941 mit der Vegetationskartierung des von den deutschen Truppen besetzten sogenannten Warthegau beginnen. Ob er diese Arbeiten auch durchführte, ist bisher nicht bekannt.
Nach dem Zweiten Weltkrieg erhielt er die Stelle eines Referenten beim Innenministerium des Landes Württemberg-Hohenzollern in Tübingen. Er war dort zuständig für Standort- und Vegetationskartierung, Straßen und Gewässerbepflanzung sowie Ingenieurbiologie. In Nordwürttemberg fungierte er als Bezirksnaturschutzbeauftragter. 1949 promovierte er an der Universität Heidelberg mit seiner Arbeit Die nordwestdeutschen Heiden, ihre Erforschungsgeschichte, Pflanzengesellschaften und deren Lebensbedingungen zum Doktor der Naturwissenschaften. Später war er Leiter des Sachgebiets Ingenieurbiologie bei der Regierung Württemberg-Hohenzollern in Tübingen.
Buchwald habilitierte sich 1955 an der Eberhard-Karls-Universität Tübingen in Geobotanik. Anschließend war er von 1955 bis 1960 Direktor der Landesstelle für Naturschutz und Landschaftspflege Baden-Württemberg sowie Privatdozent an der Universität Tübingen. Von 1960 bis zu seiner Pensionierung 1979 war er ordentlicher Professor für Landespflege und Direktor des Instituts für Landschaftspflege und Naturschutz an der Technischen Universität Hannover.
Er entwickelte dort ein neues Fachgebiet mit dem Titel „Landespflege“, das bundesweit andere Fakultäten beeinflusste.
Buchwald nahm in bedeutenden Gremien des deutschen Natur- und Umweltschutzes Funktionen ein: Er war Gründungsmitglied des Deutschen Rat für Landespflege und des Sachverständigenrates für Umweltfragen der Bundesregierung. Zudem führte er den Landesverband des BUND in Niedersachsen von 1983 bis 1991. Politisch engagierte er sich u. a. 1986 bis 1988 als stellvertretender Bundesvorsitzender der „Ökologisch-demokratischen Partei“ (ÖDP).
1971 wirkte Buchwald am ersten Entwurf für ein Bundesnaturschutzgesetz entscheidend mit. Zudem widmete er sich dem Schutz von Seen und Meeren, wobei das Wattenmeer und die Ostfriesischen Inseln Schwerpunkt seines Interesses waren. Buchwald war einer der 16 Unterzeichner der Grünen Charta von der Mainau. Mitte der 1990er Jahre steuerte Buchwald der BUND-Misereor-Studie "Zukunftsfähiges Deutschland" Beiträge zu einer Politik der Nachhaltigkeit bei. 1997 erhielt er den Reinhold-Tüxen-Preis.

## Vernetzung mit dem nationalsozialistischen Naturschutz vor und nach 1945
Die Zentralstelle für Vegetationskunde des Reiches, an der Buchwald arbeitete, wirkte unter anderem an Entwürfen für die Bepflanzungsplanung militärischer Anlagen mit und analysierte die Botanik besetzter und umkämpfter Regionen auch im Hinblick auf die militärische Nutzbarkeit.
Buchwald selbst stellte sich in die Nachfolge von Hans Schwenkel, eines ausgewiesenen Nationalsozialisten und Rassisten. Noch 1956 schrieb Buchwald im Vorwort einer Festschrift für Schwenkel zusammen mit den beiden anderen Herausgebern „Wir feiern damit nicht nur den Mann, der in 30 Jahren die Naturschutzarbeit in Württemberg aus kleinsten Anfängen aufgebaut hat, sondern auch den vielseitigen und anregenden Initiator und Motor landschaftspflegerischer Arbeit im gesamten Reichsgebiet.“
Auch den im Reichskommissariat für die Festigung deutschen Volkstums arbeitenden Erhard Mäding lobte Buchwald ausdrücklich für dessen Tätigkeit, wie auch den eng mit dem NS-System verstrickten Naturschützer Alwin Seifert. Den ebenfalls im Reichskommissariat für die Festigung deutschen Volkstums tätigen Heinrich Wiepking-Jürgensmann sah er ebenfalls als Vorbild an und übernahm dessen Lehrstuhl in Hannover 1960.
In der Bundesrepublik Deutschland publizierte er in der Zeitschrift der Neuen Rechten mit dem Titel „neue zeit.“ Er wandte sich darin u. a. im Sinne einer sogenannten ökologischen Ethik gegen Asylsuchende, die seiner Meinung nach wirtschaftliche Gründe vorschoben, um Schutz zu erhalten und um von der Bundesrepublik unterstützt zu werden. Seiner Ansicht nach sollte sich diese aber vielmehr für das „deutsche Volkstum“ im Ausland einsetzen.
Buchwald sah die vorindustrielle bäuerliche Kulturlandschaft als Ideal und Vorbild für die Landespflege an. Die entsprechende Gesellschaft beurteilte er als „gesund“ und sprach ihr einen in Bezug auf die Natur „ganzheitlichen“ Lebensstil zu. Die urbane Kultur sah er dagegen als krank, zersetzend und zerstörerisch an. Diese Denkfiguren des Nationalsozialismus propagierte er auch in der Bundesrepublik Deutschland weiter, beispielsweise im Artikel „Gesundes Land – Gesundes Volk“ von 1956 in der Zeitschrift Natur und Landschaft. Buchwald forderte damals, 1956, in diesem Artikel einen autoritären Staat, der mit Hilfe der Landschaftsplanung und ihrer Behörden die Etablierung der bäuerlichen Kulturlandschaft umsetzen sollte. Andere Akteure in Landschaft wie Forsten, Wasserbau- oder Verkehrsplaner sollten sich dem unterordnen.
Buchwald wurde insbesondere durch Schriften des Arztes Joachim Bodamer beeinflusst. Insbesondere dessen Publikation „Gesundheit und technische Welt“ hatte auf ihn Wirkung.

## Mitgliedschaften und Ämter
- Deutsche Freischar
- Schwarze Front
- Volksbund für das Deutschtum im Ausland[18]
- 1960 Mitglied der Akademie für Raumforschung und Landesplanung, Hannover
- 1966 Mitglied der Akademie für Städtebau und Landesplanung
- 1972 Ordentliches Mitglied der Braunschweigischen Wissenschaftlichen Gesellschaft[19]
- 1973 Mitglied des Deutschen Rates für Landespflege
- 1973 Mitglied im Sachverständigenrates für Umweltfragen beim Bundesinnenministerium
- Vorsitzender des Wissenschaftlichen Beirats der Bundesforschungsanstalt für Naturschutz und Landschaftsökologie
- Vorsitzender der Deutschen Umwelt-Aktion e. V.
- 1983–1991 Vorsitzender des BUND Landesverbandes Niedersachsen
- 1986 bis 1988 stellvertretender Bundesvorsitzender der ödp

## Auszeichnungen
- Eisernes Kreuz II. Klasse[20]
- Verwundetenabzeichen in Schwarz[20]

## Schriften (Auswahl)
- Naturschutz und Landschaftspflege in Baden-Württemberg mit Oswald Rathfelder, 1957
- Naturschutz – eine politische Aufgabe?, 1965
- Handbuch für Landschaftspflege und Naturschutz in vier Bänden, 1968–1969
- Landschaftspflege und Naturschutz in der Praxis, 1973, ISBN 3-405-11200-1
- Die ökologische Orientierung der Raumplanung, 1979, ISBN 3-88838-789-2
- Landschaftsschutzpolitik mit Hans-Georg Wehling, 1982, ISBN 3-17-007488-1
- Naturschutz- und Umweltpolitik als Herausforderung, 1989, ISBN 3-923285-06-X
- Nordsee. Ein Lebensraum ohne Zukunft?, 1990
- Schutz der Weltmeere, Nordsee mit Wolfgang Engelhardt und Uwe Schlüter, 1996, ISBN 3-87081-532-9
- Schutz der Meere – Ostsee und Boddenlandschaft mit Hans Dieter Knapp und Hans Walter Louis, 1996, ISBN 3-87081-025-4
- Ökologische Problematik und Gefährdung des Nationalparks "Niedersächsisches Wattenmeer". In: Henning von Köller (Hrsg.): Umweltpolitik mit Augenmaß. Gedenkschrift für Staatssekretär Günter Hartkopf anlässlich seines 10. Todestages am 19. September 1999, Berlin 2000, S. 257–278